# Stanowisko (hodowla koni)
Stanowisko – miejsce uwiązywania konia w stajni. Stanowiska, w zależności od wymiarów stajni, umieszczone są w jednym lub dwóch rzędach na dłuższych bokach budynku. Stanowiska nie są zamykane i z tego względu koń musi być cały czas uwiązany. Tradycyjnie przyjęte wymiary stanowiska to 2,8 m długości i 1,5 m szerokości. Strop powinien znajdować się na wysokości co najmniej 2,8 m od podłogi. W stanowisku koń stoi przodem(przywiązany) do ściany, a zadem do korytarza, szerokiego przynajmniej na 2,5 m umożliwiającego koniowi swobodne wychodzenie tyłem oraz przejazd wózka na obornik. Każde stanowisko oddzielone jest od następnego ścianką lub ruchomym przedzielnikiem. 